# Jewgeni Stepanowitsch Kobytew
Jewgeni Stepanowitsch Kobytew (russisch Евгений Степанович Кобытев; * 25. Dezember 1910 in Utjanskoje im Altai-Gebiet; † 29. Januar 1973 in Krasnojarsk) war ein russischer Maler, Grafiker, „Monumentalist“, Lehrer am staatlichen Kunstinstitut in Krasnojarsk und Abgeordneter im Stadtrat seiner sibirischen Heimatstadt.
Nach seinem Oberschulabschluss 1929 ging er zunächst in ein technisch orientiertes Berufsumfeld, indem er am Omsker Technikum für Industriekunst Darstellende Kunst studierte. Bei einem Besuch am Kongress der Künstler der Region Ost-Sibiriens 1933 lernte er die akademische Kunstwelt kennen. 1936 nahm er an einem Wettbewerb teil, wo die Jury auf ihn aufmerksam wurde. Er nahm 1936 bis 1941 an der Nationalen Akademie der Bildenden Künste und Architektur in Kiew seine Studien auf und schloss dort mit Auszeichnung ab. In diesen Studienjahren arbeitete er gleichzeitig auch als Lehrer an einer Grundschule. Die Arbeiten jener Zeit sind geprägt von Lebensfreude und Sonnenschein.
Mit dem Einmarsch der Deutschen in die Ukraine meldete er sich als Freiwilliger und kam in die 3. Division des 821. Artillerie-Regiments. Bereits am 20. September 1941 – also drei Monate nach Kriegsbeginn – geriet er in deutsche Gefangenschaft und wurde nach Chorol verbracht. Dort arbeitete er in einem der vielen Konzentrationslager, der Choroler Grube in einer Ziegelfabrik. Unter menschenunwürdigen Bedingungen vegetierten dort die Gefangenen ohne Schutz in der riesigen Lehmgrube. In dieser Zeit entstanden seine Skizzen von Porträts, rasch auf einen Fetzen Papier gekritzelt. Er schaffte es nach vier Jahren, aus der Gefangenschaft zu fliehen. Seine inzwischen zahlreichen Aufzeichnungen konnte er retten. Kobytew war nach den Jahren der Entbehrung und Drangsalierung bestrebt, die in der Gefangenschaft von den Besetzern verübten Verbrechen zu dokumentieren. Er kämpfte in seiner Truppe weiter und erlebte das Kriegsende in Dresden.
Krasnojarsk wurde zu seiner Heimatstadt. Die Großstadt bot ihm nach dem Krieg reichlich Aufträge, weil viele Bauwerke neu errichtet werden mussten. Er wurde Mitglied in der Künstler-Vereinigung der Stadt und arbeitete beispielsweise am Deckengemälde des Passazhirskiy-Bahnhofs. Auch schuf er eine Reihe anderer, monumentaler Gemälde. Er lieferte auch den Entwurf des Wandmosaiks aus Flusskieseln am 1960 errichteten Kino-Theater Heimat, das inzwischen unter Denkmalschutz steht und überlebt hat, obwohl das Kino inzwischen abgerissen ist und in ein neues Volkshaus (Haus der Freundschaft der Völker des Krasnojarsker Territoriums) integriert wird.
Sein Leid, das er im Zweiten Weltkrieg von den Deutschen erfahren hatte, ließ ihn auch 1960 noch nicht los. Er fuhr nach Chorol, um Menschen zu treffen, mit denen er das damalige Schicksal teilen musste, und auch einen Bauern, der ihnen durch heimliche Lebensmittelgaben beim Überleben half. In der Folgezeit arbeitete er an einer Ausstellung, die er vier Jahre später dort präsentierte und die von tausenden von Menschen besucht wurde. „In seinen Arbeiten gab es keine erdachten Personen – die Betrachter erkannten sich selbst und ihre Peiniger. Für Kobytew war das die künstlerische Bilanz vor den Augenzeugen jener schrecklichen Ereignisse und die Einlösung des Versprechens, das er sich selber im Todeslager gegeben hatte – zu überleben und in seinen Arbeiten die Wahrheit über die großen Leiden und großartigen Heldentaten unseres Volkes zu erzählen.“ In der Folge hielt Kobytew in Krasnojarsk und anderen Städten Vorträge und Vorlesungen über die Choroler Grube. Seine Arbeiten wurden in dem Dokumentar-Fernsehfilm „Blätter der Trauer und des Zorns“ sowie einer Sonderausgabe der Kinochronik „Sie sagten – es gibt keinen Tod!“ gezeigt.
Im Jahr 1965 erschien im Krasnojarsker Buchverlag sein Buch Choroler Grube (Chorolskaja jama) mit Zeichnungen und Aufsätzen über das Leben im Lager.

## Werke (Auswahl)
- Хорольская Яма: Докум. повесть [о фашист. концлагере]. Харьков: Прапор, 1989. ISBN 5-7766-0139-8
- Wählen wir zu Abgeordneten des Obersten Sowjets der UdSSR die besten Söhne und Töchter unseres Volkes!, Plakat, 1945 auf akg-images.de